# Paul Korir
Paul Korir, född den 15 juli 1977, är en kenyansk före detta friidrottare som tävlade i medeldistanslöpning.
Korir tillhörde under åren 2003-2004 världens bästa löpare på 1 500 meter. Han deltog vid VM 2003 i Paris där han blev fyra på tiden 3.33,47. Han vann även guld vid IAAF World Athletics Final 2003 i Monaco. 
Under 2004 vann han guld vid inomhus-VM i Budapest och utomhus samma år vann han guld vid Afrikanska mästerskapen i friidrott på tiden 3.39,48. 

## Personligt rekord
- 1 500 meter - 3.30,72